# Skala TT

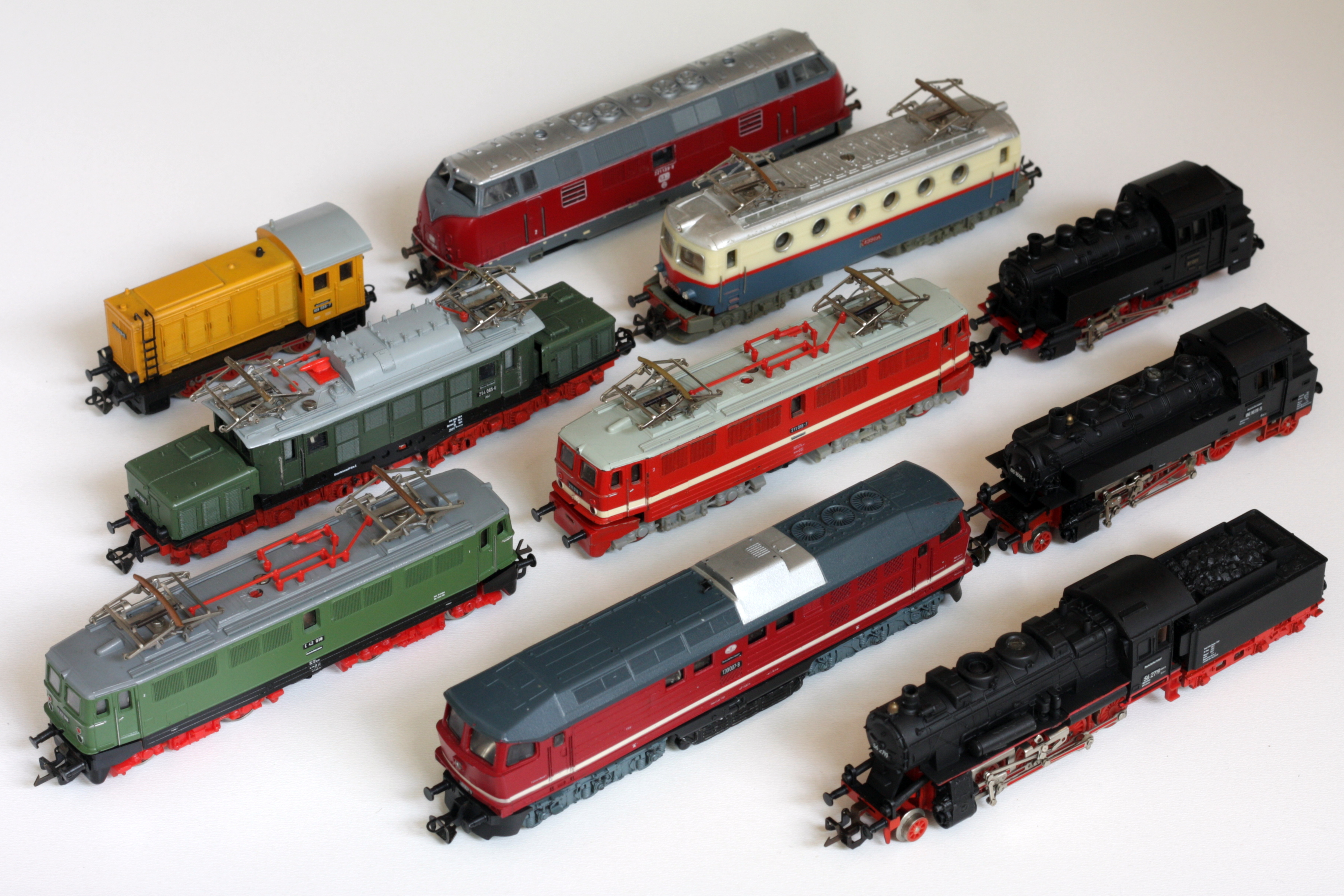
Gama lokomotyw w skali TT z czasów NRD.

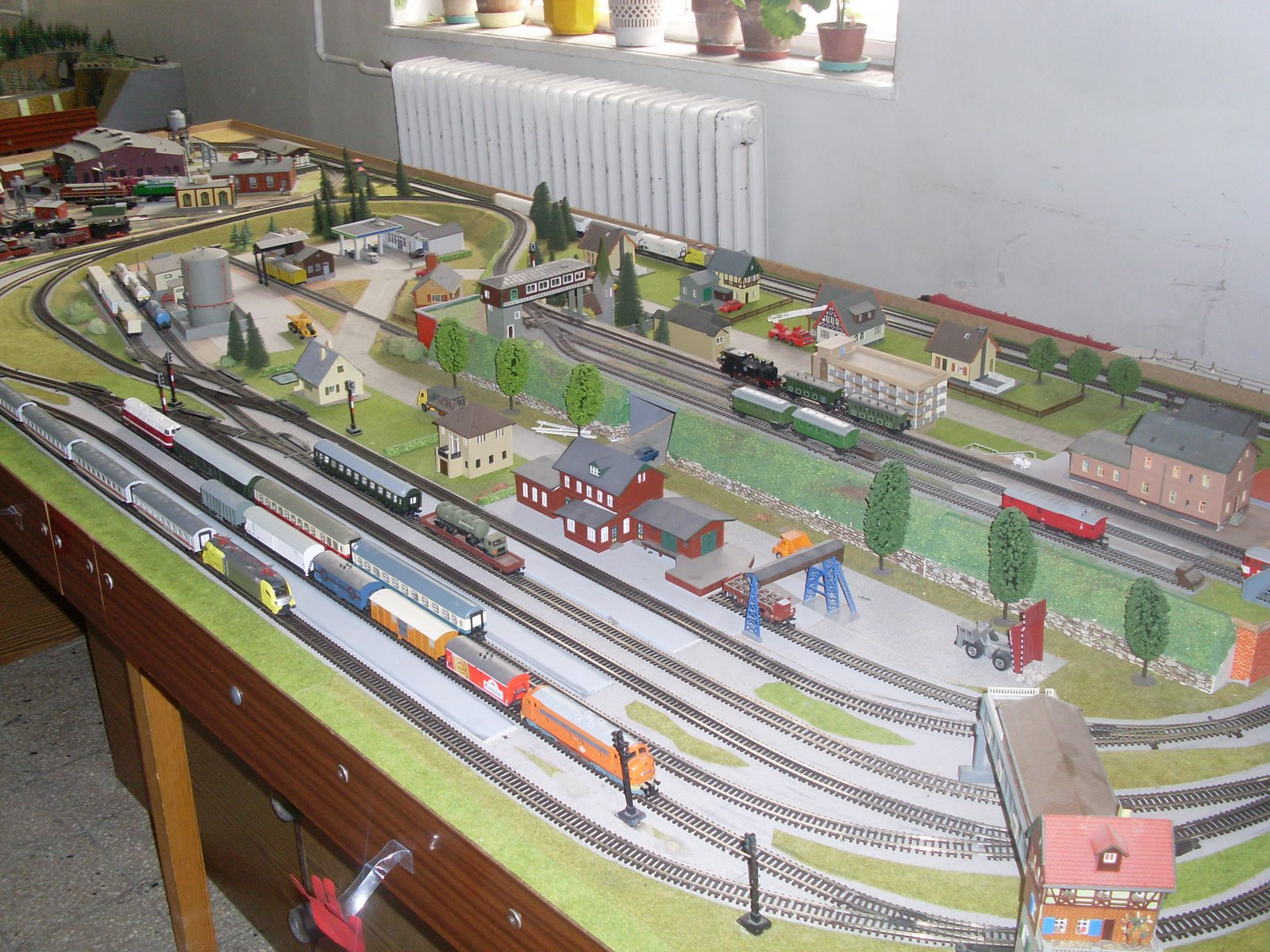
Makieta kolejowa w skali TT.

Skala TT – nazwa skali w modelarstwie kolejowym o podziałce 1:120 i rozstawie szyn 12 milimetrów.

## Historia
Pierwsza kolejka w skali TT została zaprezentowana w 1946 roku przez amerykańską firmę, która rozpoczęła produkcję kolejek w skali 1:120 jako skali mniejszej od H0, typowej dla ówczesnego modelarstwa kolejowego. 
Na targach zabawek w Norymberdze w roku 1950 firma Rokal zaprezentowała pierwsze niemieckie modele kolejowe w skali TT. Modele te nie były dokładnie w skali 1:120. W roku 1969 zmarł właściciel firmy – Robert Karmann i firma zakończyła działalność, co spowodowało upadek skali TT w Niemczech Zachodnich. Modele kolejek w skali TT były natomiast typowe dla Niemiec Wschodnich (NRD) ze względu na normatywy mieszkaniowe, które ustanawiały 40 m² powierzchni mieszkań. W 1958 roku berlińskie zakłady Zeuke&Wegwerth rozpoczęły produkcję pierwszych modeli kolejowych w skali TT. Firma została upaństwowiona i pod nazwą VEB Berliner TT-Bahnen była przez długi czas jedynym  producentem modeli kolejowych w tej skali w regionie. Stały się one wówczas popularne także w bloku wschodnim. Po zjednoczeniu Niemiec firmę BTTB kupił Hans-Jürgen Tillig, który przeniósł zakład do Sebnitz. W 1993 roku nazwę firmy zmieniono na Tillig.
W latach 90. nastąpił renesans popularności tej skali  w krajach zachodnich, a produkcję modeli podjęły także inne firmy, jak Roco i Jatt. Skala ta z jednej strony umożliwia budowę rozległych układów torowych na ograniczonej powierzchni, a z drugiej jest na tyle duża, że umożliwia samodzielną budowę i waloryzację modeli dla ogółu modelarzy.